# Cellitinnenkloster Dreifaltigkeit
Das Cellitinnenkloster Dreifaltigkeit war ein Kloster in der Stadt Köln. Die Ordensschwestern, welche es bewohnten, gehörten zur Ordensfamilie der Cellitinnen und widmeten sich der Krankenpflege.

## Geschichte
Im Jahre 1365 wurde aus dem Nachlass des Johann von Denandt ein Konvent für acht Beginen gegründet. Der Konvent war der Aufsicht des Kustos und Thesaurars der Stiftskirche St. Severin unterstellt. Die Gemeinschaft lebte in einem Haus auf der Achternstraße und nahm bereits nach kurzer Zeit einen starken Aufschwung. Durch zahlreiche Schenkungen dehnte sie sich soweit aus, dass sie gut 16 Mitglieder hätte aufnehmen können.
1452 zählte der Konvent 10 Mitglieder, welche zwar keiner bindenden Regel folgten, sich aber bereits stark zu einem Kloster zu entwickeln begannen. Kurz nach dem Jahre 1452, in welchem ein Kartäuser und ein Fraterherr als Superior und Visitator erschienen, begann die förmliche Umwandlung des Konventes, denn Erzbischof Ruprecht von der Pfalz bestätigte am 12. Januar 1471 die im Jahre 1470 angenommene Regel des heiligen Augustinus und ermahnte sie, ihre Gelübde nach dem Wortlaut ihrer Statuten zu halten. Weiterhin wurde ihnen die freie Wahl eines Beichtvaters gewährt, der auch das Recht hatte, die dem Bischof vorbehaltenen Lossprechungen vorzunehmen. Der Prior des Kreuzherrenklosters wurde zum Visitator berufen.
In den folgenden Jahren erfuhr das Kloster bedeutende räumliche Erweiterungen und vereinigte sich 1478 mit dem benachbarten Tulenkonvent. Dieser war 1307 von einer Begine namens Tula gegründet worden und war für 8 Beginen ausgerichtet. 1452 war er jedoch nur noch von 4 Beginen bewohnt, welche den Pfarrer von St. Severin zum Superior hatten, weshalb der Konvent auf Beschluss des Stadtrates mit dem Denandtkonvent vereinigt werden sollte. Dazu kam es jedoch zunächst nicht; die tatsächliche Vereinigung wurde erst auf Befehl der erzbischöflichen Behörde vollzogen.
Am 16. April 1502 erhielt die Gemeinschaft, die bereits vor 1487 einen eigenen Altar besaß, die kirchliche Erlaubnis zur Errichtung einer Kapelle mit Altar und einer Glocke, in der auch in den Zeiten des Interdiktes Gottesdienste bei verschlossener Tür gehalten werden durften. Da die Schwestern sich allerdings nicht in der Lage sahen, das Geld für einen feststehenden Altar aufzubringen, erhielten sie im folgenden Jahre die Vergünstigung, in ihrer Kapelle einen beweglichen Altar zu gebrauchen. Kurz darauf hatte sich jedoch die finanzielle Lage gebessert, so dass der Erzbischof bereits am 9. Juni 1504 den Altar zu Ehren der heiligsten Dreifaltigkeit, des heiligen Michael und anderer Heiliger weihen konnte. Doch bald genügte ihnen die Kapelle nicht mehr, so dass sie die Stadt um die Genehmigung zum Bau eines größeren Gotteshauses angingen. Diese erhielten sie am 17. Mai 1555 und bereits am 4. April 1557 weihte der Weihbischof Johannes die Kapelle mit drei Altären zu Ehren der heiligsten Dreifaltigkeit, der Jungfrau Maria und der heiligen Anna.
Die Schwestern pflegten die Kranken in ihren Häusern, nahmen diese aber gegen eine entsprechende Vergütung auch in ihr Kloster auf, wo sie ihnen bis zum Tode beistanden. 1672 wurde durch die Erzbischöfliche Behörde in ihrer Kapelle ein Offizium eingerichtet, welches als Weihetitel galt. Der Offiziant, welcher durch die Behörde auf Vorschlag der Mutter ernannt wurde, war verpflichtet, jeden Mittwoch, Freitag und Samstag in der Klosterkirche die hl. Messe zu feiern. Das Einkommen beschränkte sich auf 75 Thaler. 
1760 wurde die vom Einsturz bedrohte Holzdecke der Kapelle wiederhergestellt, doch erlitt das Klostergebäude im Jahre 1784 durch Eisgang beim Hochwasser 1784 erhebliche Schäden. Die Kapelle, welche einen Dachreiter besaß, hatte eine Breite von ungefähr 6 Meter, eine Länge von 15 Meter und lag mit der Giebelseite an der Straße zwischen dem Kloster von 13 Meter Breite und 18 Meter Tiefe und einem zugehörigen Zinshaus. 
Als die Französische Revolution ins Land brach, kam für die im Jahre 1800 acht Schwestern zählende Gemeinschaft das Ende. Nachdem die sechs Schwestern am 30. Juli 1802 zur Auflage bekommen hatten, niemanden ohne schriftliche Anweisung der Verwaltungskommission der bürgerlichen Hospitäler zur Pflege in ihr Haus aufzunehmen, wurde das Kloster am 3. September des genannten Jahres aufgehoben und die zu zahlenden Pensionen an die Schwestern auf 3.300 Francs geschätzt. Der Beschluss wurde jedoch noch vor seiner Vollstreckung zurückgezogen.
Nachdem die Gemeinschaft am 3. Juni 1822 ihren letzten Eintritt zu verzeichnen gehabt hatte, zählte sie vier Jahre später acht Mitglieder, von denen zwei in den 30ern, drei in den 40ern und drei in den 70ern standen. Nicht nur personell, sondern auch finanziell hatte das Kloster, das in diesem Jahr über ein Einkommen von 734 Talern verfügte, schon bessere Zeiten gesehen. Nachdem der Konvent seine Gelübde noch einmal auf fünf Jahre abgelegt hatte, wurde das Kloster noch im selben Jahre aufgehoben, wobei die Schwestern bis 1828 über ihre Zukunft in völliger Ungewissheit belassen wurden. Nachdem sie von ihrer Vereinigung mit den Schwestern des Klosters „Zur Zelle“ erfahren hatten, konnten sie am 24. November des gleichen Jahres in das ihnen zugewiesene Kloster der Karmelitinnen übersiedeln.